# Янги хаёт
Янги хаёт (прежнее название — Сухор) — один из древних кишлаков Узбекистана. Посёлок расположен в Каганском районе Бухарской области. В период советской власти название кишлака было изменено с Сухора на Янги хаёт. Население 2515 человек (2015 г.).
В Сухоре родился и вёл свою деятельность учёный ханафитского мазхаба и духовный наставник Сайид Амир Кулаль. Его могила находится в Янги хаёте в одноимённом комплексе, который находится под охраной государства.
На холме в этом кишлаке находится могила Мухаммада Суфи, одного из известных мюридов, учеников и последователей Бобои Самоси. В XVI веке рядом с его могилой на средства Кулбаба кукельдаша была построена мечеть.
В 1930 году в Янги хаёте была создана машинно-тракторная станция .